# Djémila
Djémila (a bela em árabe) é considerada desde 1982, pela UNESCO, como património da humanidade.
Localizada na costa Norte e a Este de Argel, no vilaiete de Setif, 900 m acima do nível do mar, Djémila foi uma pequena vila montanhosa originária de um assentamento de Berberes no final do século I, durante o curto reinado do imperador Nerva, um veterano da colónia romana, entre 96 e 98.
Actualmente, Djémila alberga o maior número de ruínas romanas a Norte de África. É reconhecida também por grande parte das mesmas encontrarem-se em bom estado de preservação, sendo que o museu contíguo ainda mantém grande parte dos excelentes mosaicos.
Conhecida entre os romanos como Cuicul Númida, foi erguida inicialmente como uma guarnição de armamento militar, passando mais tarde a transformar-se num grande mercado comercial onde os recursos agrícolas contribuíam para a prosperidade da cidade sendo também a matéria-prima essencial na sua economia.
O desenvolvimento da cidade devido ao aumento da área cultivada foi notório durante os séculos II a IV. O clima característico da região costeira do Norte de África fez com que grande parte da região fosse considerada como o “Celeiro de Roma”.
De forma a poder expandir-se a cidade voltou-se para sul criando habitações privadas e públicas como o Arco de Caracala e o templo de gente Septímia.
No século III,durante o reinado do imperador Caracala, foi retirada parte da muralha defensiva e construído um novo fórum. Este encontrava-se rodeado de edificações maiores do que as que rodeavam o antigo fórum. Foram construídas também termas e uma miniatura de fonte de Meta Sudans representativa da originária em Roma.
O terreno existente dentro das muralhas impedida a construção fazendo com que excepcionalmente o anfiteatro que tinha capacidade para cerca de três mil pessoas fosse construído fora das muralhas da cidade. Mais tarde, por volta do século IV, fora-lhe acrescentado também um baptistério, uma basílica e também uma residência episcopal.
A leste encontrava-se a Cúria e a norte o capitólio e ainda na quadra central podiam ser vistos os templos de Vénus Genetrix e também o Macelo.
Após a queda do Império Romano do ocidente, no século V, a região foi dominada pelos Vândalos, Bizantinos e mais tarde os muçulmanos, que apelidaram Cuicul como Djémila, que significa Bela em árabe. A cidade era um belo exemplo dos costumes urbanísticos que eram criados em condições romanas.
Os Vândalos estabeleceram-se em Djémila por pouco tempo, sendo que os Bizantinos recuperaram a cidade cerca de 553. As escavações começaram em torno de 1909 e continuaram até 1957. Os artefactos mais importantes descobertos desde então estão expostos no Museu de Djémila.

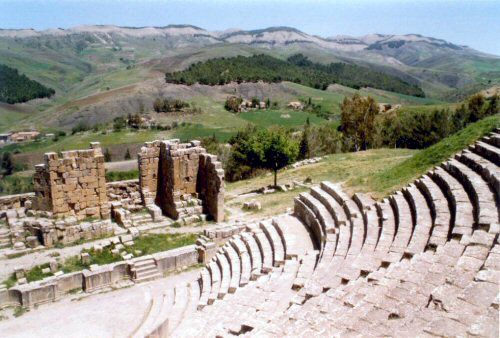
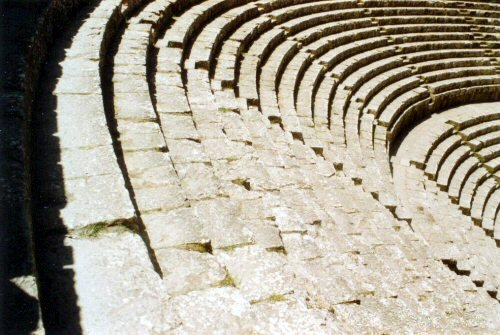
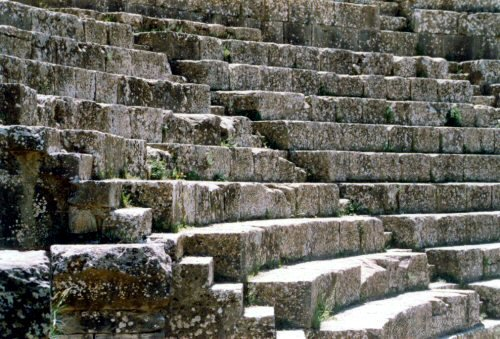
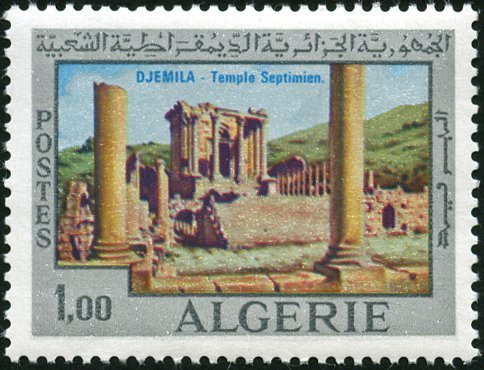
Selo argelino de 1969 com a imagem das ruínas